# Монгольська Гобі

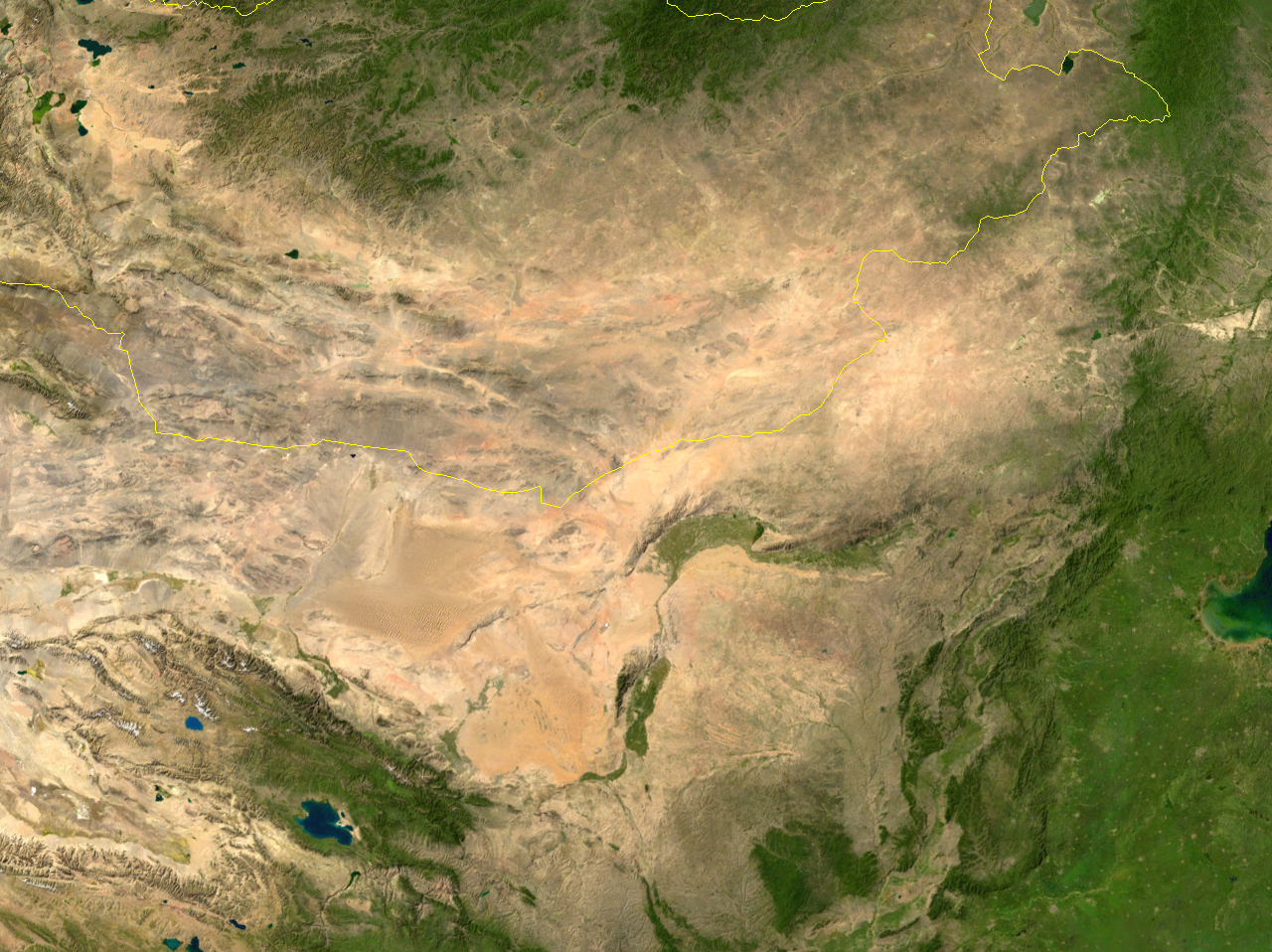
Супутникове зображення Гобі

Монгольська Гобі (Шамо) — найбільша пустеля у складі Гобі, розташована в Монголії, в середині гірського хребта Пешань, займає частину східної Джунгарії. 
Більшу частину населення складають монгольські та татарські кочові племена. Як і інші пустелі у складі Гобі, Монгольська Гобі слабо заселена.
На території пустелі збереглись рідкісні ендеміки.